# Comuna Erdut, Osijek-Baranja
Erdut (sârbă Ердут) este o comună în cantonul Osijek-Baranja, Croația, având o populație de 7.308 locuitori (2011).

## Demografie
Componența etnică a comunei Erdut
     Sârbi (54,56%)
     Croați (37,96%)
     Maghiari (5,06%)
     Necunoscut (0,92%)
     Neclasificat (1,16%)
Componența confesională a comunei Erdut
     Ortodocși (54,67%)
     Catolici (41,3%)
     Fără religie și atei (1,08%)
     Necunoscută (1,78%)
     Alte religii (1,16%)
Conform recensământului din 2011, comuna Erdut avea 7.308 locuitori. Din punct de vedere etnic, majoritatea locuitorilor (54,56%) erau sârbi, existând și minorități de croați (37,96%) și maghiari (5,06%). Apartenența etnică nu este cunoscută în cazul a 0,92% din locuitori. Din punct de vedere confesional, majoritatea locuitorilor (54,67%) erau ortodocși, existând și minorități de catolici (41,3%) și persoane fără religie și atei (1,08%). Pentru 1,78% din locuitori nu este cunoscută apartenența confesională.